# Microplitis spodopterae
Microplitis spodopterae är en stekelart som beskrevs av Rao och Kurian 1950. Microplitis spodopterae ingår i släktet Microplitis och familjen bracksteklar. Inga underarter finns listade i Catalogue of Life.